# 東郷太朗丸
東郷 太朗丸（とうごう たろま、1994年8月3日 - ）は、ジャパンラグビーリーグワン日野レッドドルフィンズに所属するラグビー選手。

## プロフィール
- 東京都出身[1]。
- ポジションはスタンドオフ(SO)。
- 身長 174 cm、体重 87 kg
- 甘いマスクで、女性ファンも多い。
- リーグ戦ベストフィフティーンに選ばれたことがある[2]。
- 父の雅は元ラグビー選手[3] で弟の由羽丸もラグビー選手（現流通経済大学）[4]。

## 略歴
2013年、常総学院高校卒業後、流通経済大学に入る。
2017年、流通経済大学卒業後、日野自動車レッドドルフィンズに加入。
2020年1月18日にジャパンラグビートップリーグ第2節NECグリーンロケッツ戦に途中出場で公式戦初出場を果たす。